# 趙少康
趙少康（1950年11月16日—），臺灣政治人物、媒體企業家、政治評論人，現為中國國民黨籍。曾任立法委員、臺北市議員、行政院環境保護署署長。
1989年聯合成立國民黨黨內派系「新國民黨連線」，倡議「中國國民黨改造運動」。1992年辭官再次競選立委時得票數創下紀錄，為至今單一立委得票最高者，在臺灣政壇有「政治金童」的稱號。1993年发起创建新黨，为首任新黨全國委員會召集人。1994年擔任立法委員期間參選臺北市市長，敗於民主進步黨的陳水扁。
卸任立委後投入媒體界，曾任飛碟廣播公司董事長、中國廣播公司董事長兼總經理，在中廣流行網、TVBS和Yahoo TV主持政論節目（其中以《少康戰情室》最为知名），并曾在《蘋果日報》著有專欄趙少康傳真。
2021年9月，宣布成立「戰鬥藍」並公布初期加入之72位民意代表名單，累計有72名藍營民代加入，分別為27名立委以及45名地方議員。在2024年中華民國總統選舉中，與總統候選人侯友宜代表國民黨搭檔參選正副總統，之後敗選告終。

## 早年與家庭背景
趙少康的父親趙彥民為國軍軍官，1922年出生於河南省涉县，原計劃到日本留學，卻遇到八年抗戰，轉而投考中央軍校十六期，年齡不夠，只好多報了三歲。後在東北和海南島被共產黨軍隊俘虜兩次，還遭遇過長沙大火，二十多歲就升到了中校處長；但中華民國政府遷台後后再也没有升迁，被调到孫立人成立的裁判組當副指揮官。趙少康父親脾氣很急，十分好鬥，善于赌博，在軍中被叫作「梭哈聖手」，把一干管軍需的人貪汙的錢都贏來，又稱「趙百萬」。
赵少康出生於基隆市，但隨後和母親李蓮貞搬到宜蘭縣羅東鎮。他有兩名弟弟：趙少威、趙少華。其母在林場幼稚園當園長，因而就學於該幼稚園。就讀宜蘭縣公正國民學校兩年後，又隨母親搬到臺南市。其母服事於台灣信義會善牧堂的幼稚园，并当过幼稚园主任。他就讀臺南市東區勝利國民學校、臺南市立金城初級中學。
高中時，赵少康就讀臺灣省立臺南第一中學；一學期後隨母親調職，轉學到臺灣省立臺中第一中學。原是國立臺灣大學農業工程學系水利組，大學二年級轉至機械組。就讀大學時，趙少康受中國國民黨栽培，參加國民黨北區知識青年黨部所設的臺大學生組織「覺民學會」，繼而擔任毕业生联合会主席。
大學畢業後，於花蓮縣服義務役政戰預官，之後考上教官，於臺北市內湖區的陸軍工兵學校教授機械設計，同時準備留學考試。退伍後，他以獎學金赴克萊門森大學攻讀機械工程碩士學位同時擔任研究助理，以污染控制及逆滲透膜廢水處理為主要研究。在美國期間，他是中華民國反共愛國聯盟的成員，從事反台獨活動。
回臺灣後，他在經濟部國際貿易局擔任二組專員，同時在母校國立臺灣大學農業工程學系機械組（現為生物機電工程學系）以及研究所兼任副教授，教授「自動控制」以及「機械保養技術工程」課程。之後被挖角至美商跨國公司Imperial Oil & Grease（現為帝國石油）公司負責亞洲區業務，擔任總經理。

## 首次參政

### 國民黨時期
趙少康1981年當選臺北市議會議員，首次參選便以僅次陳水扁的選區第二高票當選，1985年則因陳水扁辭職轉戰臺南縣長而以選區最高票當選連任。後於1987年轉戰臺北縣，進軍立法院，为中國國民黨的少壯派政治明星，有「政治金童」之稱，一度與党內其他派系势力在立法院角力：包括以马英九为代表的改革派，李煥、郝柏村等代表的保守派势力。
1988年初，时任立法委员赵少康等人开始提出要通过为两岸关系立法的形式以规范两岸交往，并迅速提出了自拟草案。1989年2月，法务部公布了第一个《台湾地区与大陆地区人民关系暂行条例草案》，并于1992年7月经立法院三读通过，成为《台湾地区与大陆地区人民关系条例》。
1989年趙少康與王建煊、郁慕明、李勝峰等人成立國民黨的黨內派系「新國民黨連線」，要求民主化，倡議「黨改造運動」，成為一股強大勢力，同年為了聲援八九學運的學生，發起錄製音乐专辑《歷史的傷口》。
1991年6月，趙少康進入郝柏村內閣，担任行政院環境保護署署長。
1992年立法委員選舉時，在新國民黨連線成員無法獲國民黨黨中央提名下，辭官以無黨籍身份回鍋投入立委選戰，在臺北縣選區一舉囊括23.5萬票。

### 新黨時期
1993年3月14日，发生高雄三一四事件，加深其與國民黨主流派的猜忌。4月間，高雄市大社工業區發生氣體外洩事故，趙少康緊急質詢行政院，要求將有汙染的重工業全數遷往雲林縣的雲林離島式基礎工業區。
1993年8月10日，新國民黨連線脫離中國國民黨自組新黨，趙擔任第一屆新黨全國委員會召集人。

#### 1994年台北市長選舉
在1994年臺北市市長選舉中，趙少康以新黨黨內巨星之姿參選市長，對手是國民黨的尋求連任的市長黃大洲與民主進步黨知名立委陳水扁。主打「中華民國保衛戰」、新秩序，將市長選舉拉高到「國家認同」層級。選前民調與陳水扁多次進入誤差範圍，但最終因國民黨候選人黃大洲票源回流，藍營得票正好幾乎平分而棄保失敗，因此吞下1981年參選市議員從政以來第一場敗仗。除了在傳統上深藍的大安區和文山區取得小幅領先外，過去與陳水扁市議員時期重疊之松山區與信義區（過去為松山區一部分）小輸約5%、但內湖區及南港區則落後約10%，除了無緣入主市府，也讓國民黨交出了台北市執政權，民進黨首度在台北市執政。不過，趙少康帶領新黨在台北市的六個市議員選區中取得高達11席，占了總體近四分之一而成為議會關鍵力量，其中四個選區的黨籍候選人均以最高票當選，其得票數若在配票得當下更是足夠新黨全數14位候選人當選，為新黨至今取得的最佳選舉成績。

## 媒體生涯

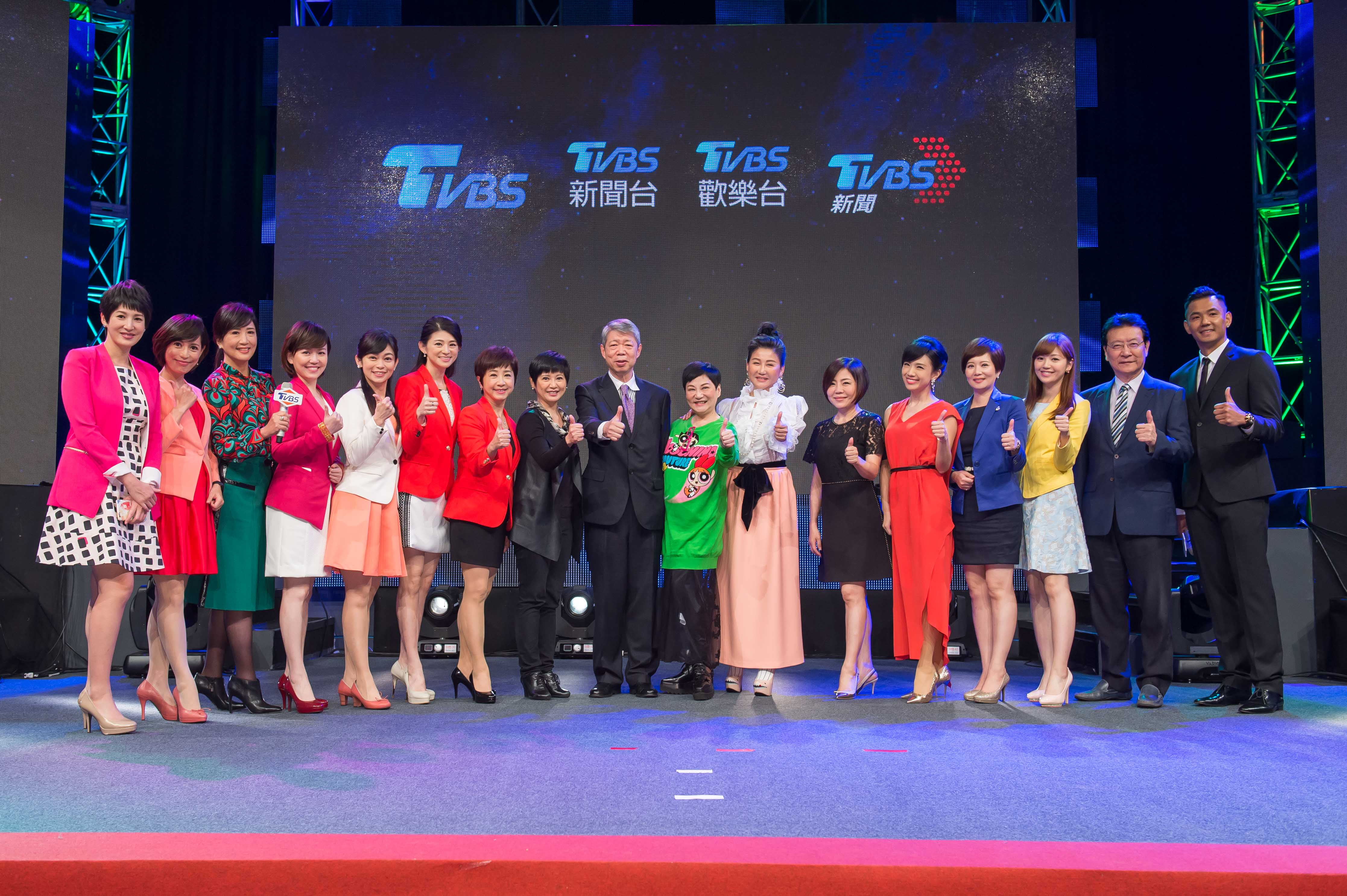
趙少康出席TVBS宣傳記者會

趙少康參選臺北市市長落敗後，投身媒體工作，后于1996年宣布淡出政治圈。

### 飛碟電台、News98
1999年9月，從張俊宏手中收購台灣全民廣播電台，改為專業新聞台News98，並曾主持該台的新聞節目。
2006年3月，辭去飛碟電台董事長一職，並且完全處理掉自己的持股，但是其妻梁蕾仍持有飛碟一百七十萬股股份。

### 中國廣播公司
2006年12月23日，與其他友好企業以約新台幣6至7億元成立好聽、悅悅、播音員及廣播人四家公司，總共取得原由華夏投資公司擁有的中國廣播公司百分之96.95%股份。
2007年1月30日，被國家通訊傳播委員會質疑資金來源，除了要求中國廣播公司補件，並表示將會同經濟部投審會、金管會介入調查。10月24日，宣布辭去中廣董事長和總經理一職，並同時辭去在中廣流行網主持的節目。2009年，他重返中廣，在中廣流行網主持《趙少康時間──吃喝玩樂罵》節目，並復任董事長。
2017年8月3日，台北地檢署重新調查賤賣中廣交易案，董事長趙少康被以證人傳訊，輿論質疑國民黨把價值新台幣57億元的中廣，以新台幣2億元賤賣給趙少康。趙少康堅稱當年是以新台幣2億元買下價值新台幣10億元的中廣媒體部分、並未買價值新台幣47億元的中廣房地資產。8月9日，《鏡週刊》報導，北檢調查發現，趙少康入主中廣後，卻能免費使用中廣松江大樓等房地，並將林森大樓出租。10餘年來，趙少康享受免費租金及房租收入共約達15億元以上，與趙少康所稱沒有買中廣房地資產完全矛盾。這正是馬英九當國民黨主席時，賤賣黨產中廣給趙少康，是否涉及背信罪的重要關鍵。

### 其他節目主持
1995年至1996年間，在衛視中文台先後主持《妙論大賣場》、《今夜看台灣》、《名人三溫暖》等談話性節目。
2000年2月25日至2004年12月17日，主持衛視中文台政論節目《新聞駭客》。
2005年至2016年，在凤凰卫视资讯台主持《新闻骇客赵少康》（2007年，改名《骇客赵少康》並拼入《鳳凰觀天下》時段逢周五播出至2010年，改在凤凰卫视中文台播出至2016年）。
2005年11月起，先後主持衛視中文台《超级新闻骇客》與東森新聞台《周六「不」談政治》（「不」字顛倒）。2006年4月起，原本節目想談美食，後因為又不禁開始談政治，只好改為《週末談政治》。
2008年6月28日，在中天電視台主持全新政論節目《中天骇客趙少康》，代替原来由其好友，資深媒體人陳文茜在該台所主持《文茜小妹大》的部分時段。 本節目於2009年5月5日，被《2100張啟楷新聞現場》所取代。
2010年6月21日，國民黨通過秘書長金溥聰所提人事案，聘中廣董事長趙少康為秘書長特別諮詢顧問。文傳會主委蘇俊賓表示，主要是借重趙少康豐富的選舉經驗，為年底五都選舉提供國民黨選情與輔選諮詢。9月13日起，每周一至周五趙少康在中天電視台全新政論節目《台灣大論談》担任來宾。
2014年3月19日，經媒體證實，趙少康將於2014年3月31日重返著名錄影電視政論節目時段，節目名稱《少康戰情室》，於TVBS播放。
2014年12月25日，因國民黨臺北市長選舉慘敗，趙少康自行決定對外宣布將閃電辭去富邦金控的獨立董事職務。該職改由張景森接手，他並表示將捐出所有董監酬勞，做為公益之用。
2019年4月至5月，赵少康在其主持的政论节目《少康戰情室》中，发表的一系列关于国民党党内初选的言论引发争议。
2023年11月24日起，由于代表中国国民党作为侯友宜的竞选搭档参加2024年中华民国总统选举，其暂时请假中国广播公司董事长与总经理职务。赵少康主持的TVBS电视节目《少康战情室》受此影响亦暂时全线更名《TVBS战情室》，在此期间全部节目由钱怡君主持（之前只有周末的节目采用此做法，11月24日当天的节目由尹乃菁代班）；其它赵少康主持的广播、网络节目亦全部暂停，唯11月24日登记参选前预先录制的节目会正常播出。2024年競選失利後回歸媒體界。

## 重返政壇

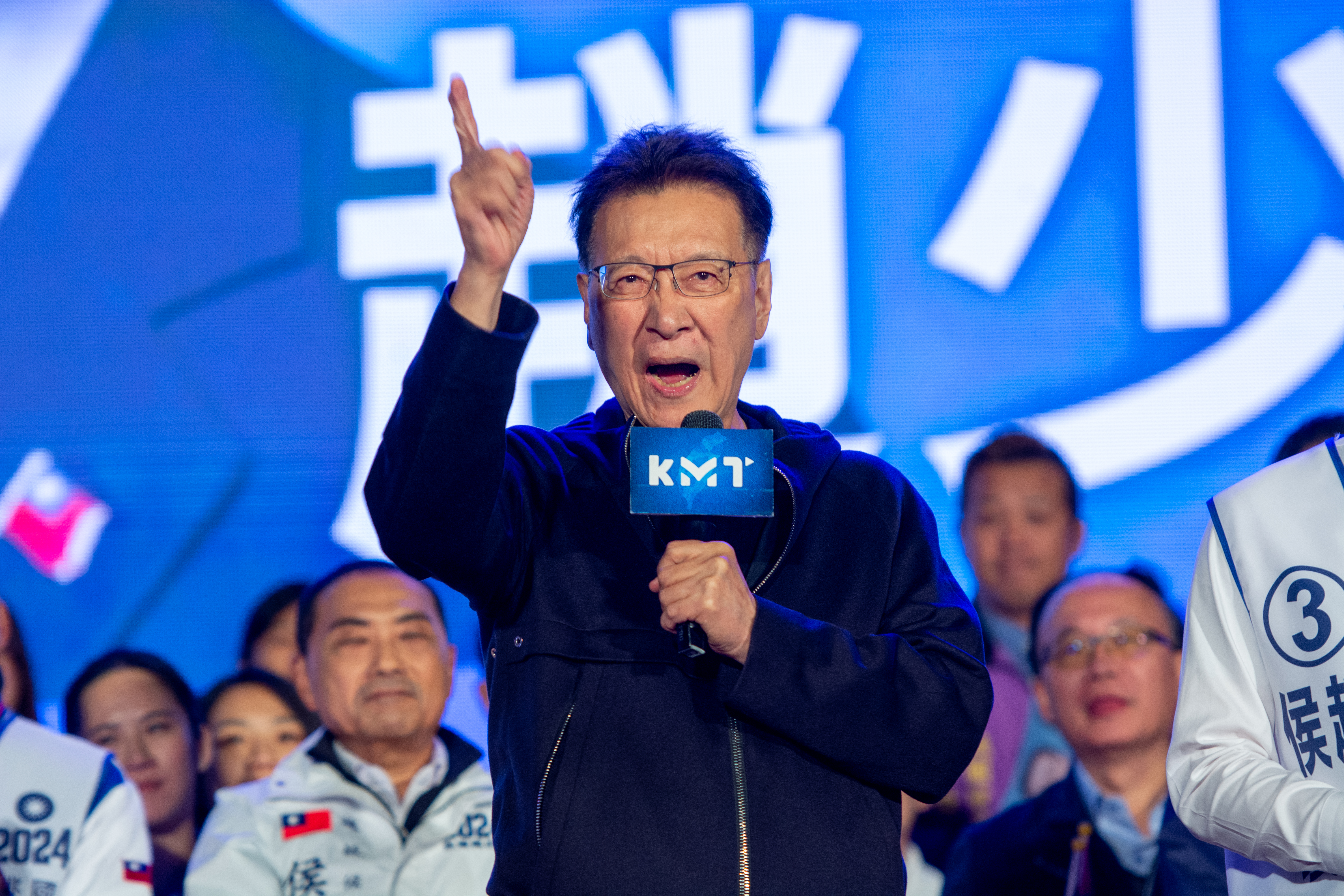
趙少康於中國國民黨2024大選造勢晚會

2021年2月2日，時任中國國民黨主席江啟臣宣布通過趙少康申請恢复中國國民黨黨籍一案，這是趙少康自1993年离开国民党（1994年被開除党籍）後重返的第一步，也是自1994年12月初卸任立委27年後重返政壇的第一步。趙少康亦表示，不排除參與2021年黨主席選舉並爭取代表中國國民黨參加2024年中華民國總統選舉。
2021年2月17日，中國國民黨拟增聘六名中央評議委員，趙為其中一名，使其取得參選黨主席的條件之一。 3月24日，因趙表示不会接受聘任，國民黨不再打算聘他為中央評議委員。4月28日，趙宣布不參與2021年國民黨主席選舉。 9月9日，趙少康於上午召開「戰鬥藍」行動記者會，公布27名立法委員與45名縣市議員作為成員，並發布宣言，宣稱「蔡英文正把台灣帶向危險的衝突邊緣」，且「不惜代價，我們要拿回國家命運的主導權」。
2023年11月24日，擔任侯友宜副手，登記參選2024年中華民國總統選舉，以敗選告終。

### 社會議題
趙少康反對開放「萊豬」及福島縣一帶地區食品進口台灣，有「反核食大將」的稱號。他認為，台灣人特別愛吃豬內臟，因此認為開放含萊克多巴胺的豬隻不可以與當年國民黨開放「萊牛」的決定相提並論。2022年1月，王浩宇發現趙少康曾於2016年5月分享自己享用「燒烤美國頂級黑牛老饕牛排」的心得，2018年4月則分享享用「千葉天然鮪魚紅肉握壽司」的照片，並盛讚「吃起來有野味」。2022年7月17日，趙少康在社群媒體發文他到壽司店用餐，並表示他不吃生魚片，請準備牛肉火鍋「我喜歡美國牛小排」；此話一便引來網友批評指趙少康雙標，當日趙少康回應一年吃不了幾次，所以吃不進多少萊克多巴胺。隔天趙再發文表示，反美豬和反美牛完全是兩回事。
2021年8月，趙少康質疑國軍4個月義務役不足以應付國防需求。2022年12月27日，趙少康表示「堅決反對延長兵役」，未來國民黨執政一定會把役期改回來。
2022年7月22日，傳美國眾議院議長裴洛西8月即將訪台，中共強烈反彈表示，將派出解放軍戰機穿越台灣上空示威。趙少康回應，冤有頭債有主，如果大陸真有骨氣，就把航空母艦開到夏威夷、加州去自由航行，不要只把台灣當出氣筒。
2023年3月24日，趙少康反對「M136火山布雷系統」軍購案，稱一旦開戰是台灣青年去前線被地雷炸，民進黨跟青年有仇。

### 參選副總統

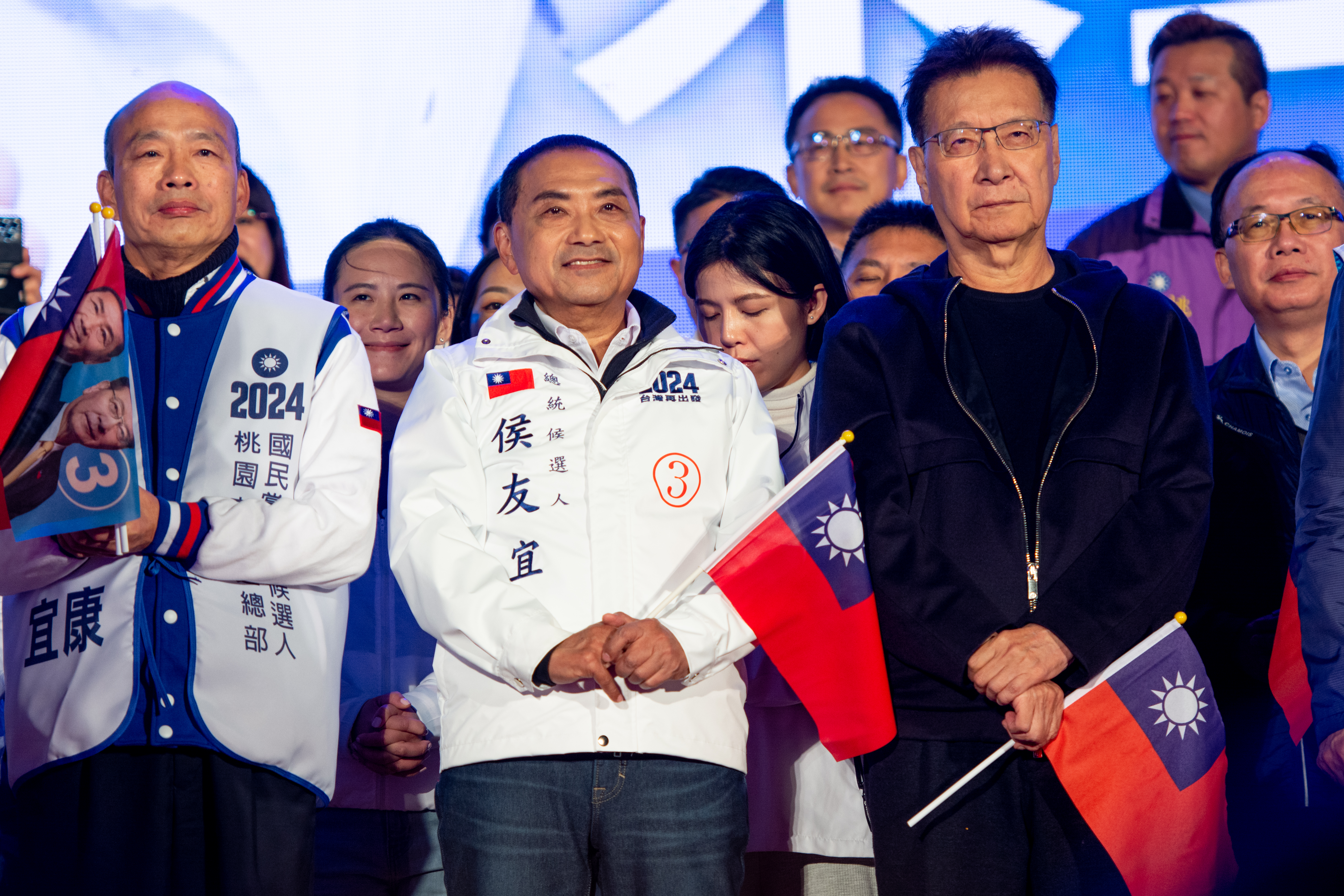
趙少康與侯友宜搭檔參選2024年中華民國總統選舉

2023年1月1日，趙少康受訪時稱，針對2024年中華民國總統選舉，他一直把自己定義為「救援投手」，若先發投手不願意他才上場，若有比他更適合的人出來，他願意協助他們，希望能促成「夢幻藍」的組合，這樣他就「吾願足矣」。
在2024年中華民國總統選舉中，國民黨總統候選人侯友宜原欲以「藍白合」的方式與民眾黨總統候選人柯文哲搭檔參選，其後因故破局。國民黨於2023年11月24日召開中常會，宣布徵召趙少康擔任副總統候選人，之後敗選告終。

### 大罷免期間
2025年7月26日為大罷免第一波投票日，趙少康於其所屬投票所離開圈票區後，對在場媒體主動亮票。趙少康事後澄清並非故意亮票而是失誤。台北市選舉委員會表示將依公職人員選舉罷免法偵辦。

## 個人生活
趙少康在第一段婚姻育有一子。離婚後，前妻攜子移居美國，與再婚丈夫共同撫養之。她罹癌症去世後，其子由繼父和外婆撫養。
趙少康擔任市議員時，因主持節目《新聞追擊》結識華視新聞記者梁蕾。趙少康結束第一段婚姻後，兩人於1988年結婚，育有一兒一女。

## 選舉紀錄
| 年度 | 選舉屆數                     | 選舉區                   | 所屬政黨   | 得票數    | 得票率 | 當選標記 | 備註 |
| ---- | ---------------------------- | ------------------------ | ---------- | --------- | ------ | -------- | ---- |
| 1981 | 第四屆臺北市議員選舉         | 臺北市第二選舉區         | 中國國民黨 | 21,617    | 10.16% |          |      |
| 1985 | 第五屆臺北市議員選舉         | 臺北市第二選舉區         | 中國國民黨 | 47,382    | 17.67% |          |      |
| 1986 | 第一屆立法委員第五次增額選舉 | 臺北市選舉區             | 中國國民黨 | 139,617   | 15.29% |          |      |
| 1989 | 第一屆立法委員第六次增額選舉 | 臺北市第一選舉區         | 中國國民黨 | 139,641   | 25.95% |          |      |
| 1992 | 第二屆立法委員選舉           | 臺北縣選舉區             | 無黨籍     | 235,887   | 16.96% |          |      |
| 1994 | 第一屆臺北市市長選舉         | 臺北市                   | 新黨       | 424,905   | 30.17% |          |      |
| 2024 | 第十六任總統、副總統選舉     | 第十六任總統、副總統選舉 | 中國國民黨 | 4,671,021 | 33.49% |          |      |

## 電視節目
| 年份 | 節目                | 頻道 | 備註 |
| ---- | ------------------- | ---- | ---- |
|      | 《新聞駭客》        |      |      |
|      | 《中天駭客趙少康》  |      |      |
|      | 《超級新聞駭客》    |      |      |
|      | 《少康戰情室》      |      |      |
|      | 《少康會客室》      |      |      |
|      | 《誰來feat.趙少康》 |      |      |

## 出版作品

### 著作
| 年份   | 書名                                                                 | 作者                   | 出版社                             | ISBN               |
| ------ | -------------------------------------------------------------------- | ---------------------- | ---------------------------------- | ------------------ |
| 1980年 | 《機械預防保養》                                                     | 趙少康                 | 翠柏有限公司                       |                    |
| 1982年 | 《添加無機固態潤滑劑於潤滑油中之工業應用》                           | 趙少康                 | 農業工程學報                       |                    |
| 1985年 | 《愛情與麵包如何得兼》                                               | 張曉春、謝美惠、趙少康 | 實踐家政經濟專科學校今日生活雜誌社 |                    |
| 1986年 | 《都市環境品質問題探討》                                             | 趙少康                 | 造園季刊                           |                    |
| 1986年 | 《如何爭取環境權?》                                                  | 趙少康、張惠           | 婦女雜誌                           |                    |
| 1987年 | 《臺北地區飲用水品質偵測之研究》                                     | 趙少康                 | 臺灣水利期刊                       |                    |
| 1987年 | 《二硫化鉬及他種固態潤滑劑應用之八年研究》                           | 趙少康                 | 農業工程學報                       |                    |
| 1987年 | 《與你同行》                                                         | 趙少康                 | 久大                               |                    |
| 1987年 | 《臺灣與中國前途》                                                   | 趙少康、謝長廷         | 聯合文學                           |                    |
| 1987年 | 《熱門話題,冷靜思維》                                                | 趙少康                 | 中央月刊                           |                    |
| 1991年 | 《迎接21--有理想才有希望》                                           | 趙少康                 | 幼獅少年                           |                    |
| 1991年 | 《全球思考,草根行動》                                                | 趙少康                 | 環保署                             | ISBN 9789570001105 |
| 1991年 | 《我家門前有小河》                                                   | 趙少康                 | 環保署                             | ISBN 9789570001921 |
| 1992年 | 《發展觀光要兼顧環境保護》                                           | 趙少康                 | 觀光管理                           |                    |
| 1992年 | 《不信賄選抓不到》                                                   | 趙少康                 | 遠見雜誌                           |                    |
| 1993年 | 《大趨勢》                                                           | 石滋宜、趙少康、沈君山 | 華視文化                           | ISBN 9789575720506 |
| 1995年 | 《我國企業與政府應有的關係--新黨篇》                                 | 趙少康                 | 國家政策雙周刊                     |                    |
| 1995年 | 《擊敗李登輝只有一個辦法--趙少康：新黨、民進黨、林洋港必須合在一起》 | 趙少康                 | 財訊                               |                    |
| 1995年 | 《上班放輕鬆》                                                       | 趙少康                 | 希代                               | ISBN 9789578081741 |
| 2000年 | 《趙少康談靈活職場》                                                 | 趙少康                 | 希代                               | ISBN 9789574670338 |
| 2006年 | 《我愛陳水扁》(書籍標題中的「愛」字顛倒過來寫)                       | 趙少康                 | 意識文學                           | ISBN 9789868243132 |
| 2006年 | 《我笑陳水扁》                                                       | 趙少康                 | 意識文學                           | ISBN 9789868243149 |

### 有聲書
| 年份   | 書名                                             | 作者                         | 出版社               | ISBN              |
| ------ | ------------------------------------------------ | ---------------------------- | -------------------- | ----------------- |
| 2006年 | 《不敗地球人必修的12學分(6CD)》                  | 趙少康、王文華               | 飛碟廣播股份有限公司 |                   |
| 2006年 | 《不敗地球人必修的12學分Ⅱ(8CD)》                 | 趙少康、王文華               |                      |                   |
| 2006年 | 《不敗地球人 2: No.1成功學(8CD)》                | 趙少康、王文華               | 飛碟廣播股份有限公司 |                   |
| 2006年 | 《元氣地球人必修的12學分(8CD)》                  | 趙少康、潘懷宗               | 飛碟廣播股份有限公司 |                   |
| 2006年 | 《張曼娟小學堂1(6CD)》                           | 趙少康、張曼娟               | 飛碟廣播股份有限公司 |                   |
| 2007年 | 《張曼娟小學堂2(6CD)》                           | 趙少康、張曼娟               | 飛碟廣播股份有限公司 |                   |
| 2008年 | 《張曼娟小學堂3(12CD)》                          | 趙少康、張曼娟               | 飛碟廣播股份有限公司 |                   |
| 2011年 | 《孫大偉書房聽大偉說書 學課堂沒教的事(8CD)》     | 孫大偉、陳文茜、蘭萱、趙少康 | 中國廣播股份有限公司 | EAN 4717300201162 |
| 2011年 | 《張曼娟私房經典》                               | 趙少康、張曼娟               | 中國廣播股份有限公司 | EAN 4710474250011 |
| 2012年 | 《孫大偉書房II:聽大偉說書 學課堂沒教的事 (8CD)》 | 孫大偉、陳文茜、蘭萱、趙少康 | 中國廣播股份有限公司 | EAN 4710474250059 |
| 2014年 | 《打敗22K：社會新鮮人的職場有聲寶典(6CD)》       | 趙少康、王文華               | 中國廣播股份有限公司 |                   |
| 2014年 | 《張曼娟私房經典2》                              | 趙少康、張曼娟               | 中國廣播股份有限公司 | EAN 4710474250080 |

## 演出作品

### 电视剧
| 年份   | 播出頻道         | 劇名            | 飾演   | 性質 | 導演                   | 備註             |
| ------ | ---------------- | --------------- | ------ | ---- | ---------------------- | ---------------- |
| 2020年 | friDay影音、公視 | 《國際橋牌社》  | 趙少康 | 客串 | 汪怡昕、林世章、孫大軍 | 新聞主播         |
| 2021年 | YouTube、公視    | 《國際橋牌社2》 | 趙少康 | 客串 | 林龍吟、林世章         | 大和解咖啡參與者 |